# Lista de arcebispos de Lião
Lista dos arcebispos da Arquidiocese de Lião
| Nome                                          | Período      | Notas                                   | Fontes       |
| --------------------------------------------- | ------------ | --------------------------------------- | ------------ |
| São Potino                                    | c.155-177    | Mártir                                  | [ 3 ] [ 4 ]  |
| Santo Ireneu                                  | 177-202      | Mártir e Doutor da Igreja               | [ 3 ] [ 4 ]  |
| São Zacarias                                  |              |                                         | [ 3 ] [ 4 ]  |
| Santo Hélio                                   |              |                                         | [ 3 ] [ 4 ]  |
| São Faustino                                  |              |                                         | [ 3 ] [ 4 ]  |
| Vero                                          |              |                                         | [ 3 ] [ 4 ]  |
| Júlio                                         |              |                                         | [ 3 ] [ 4 ]  |
| Ptolemeu                                      |              |                                         | [ 3 ] [ 4 ]  |
| Vócio                                         | 314          |                                         | [ 3 ] [ 4 ]  |
| Máximo                                        |              |                                         | [ 3 ] [ 4 ]  |
| Tétrade                                       |              |                                         | [ 3 ] [ 4 ]  |
| Vero II                                       |              |                                         | [ 3 ] [ 4 ]  |
| São Justo                                     | c.374-381    |                                         | [ 3 ] [ 4 ]  |
| Santo Albino                                  |              |                                         | [ 3 ] [ 4 ]  |
| São Martinho                                  |              |                                         | [ 3 ] [ 4 ]  |
| Santo Antíoco                                 |              |                                         | [ 3 ] [ 4 ]  |
| Santo Elpídio                                 |              |                                         | [ 3 ] [ 4 ]  |
| São Sicário                                   |              |                                         | [ 3 ] [ 4 ]  |
| São Desidério                                 |              |                                         | [ 3 ] [ 4 ]  |
| Santo Euquério I                              | 435-450      |                                         | [ 3 ] [ 4 ]  |
| São Barbarino                                 |              |                                         | [ 3 ]        |
| São Verano                                    |              |                                         | [ 3 ]        |
| São Paciente                                  | 451-491      |                                         | [ 3 ] [ 4 ]  |
| Santo Africano                                |              | Mártir                                  | [ 3 ]        |
| São Lupicino                                  | 492-493      |                                         | [ 3 ] [ 4 ]  |
| São Rústico                                   | 494          |                                         | [ 3 ] [ 4 ]  |
| Santo Estêvão                                 |              |                                         | [ 3 ] [ 4 ]  |
| Santo Aubrino                                 |              |                                         | [ 3 ]        |
| São Vivenciolo                                | 517          |                                         | [ 3 ] [ 4 ]  |
| Santo Euquério II                             |              |                                         | [ 3 ]        |
| São Lupo                                      | 538          |                                         | [ 3 ] [ 4 ]  |
| Leôncio                                       | 542-544      |                                         | [ 3 ] [ 4 ]  |
| São Sacerdos                                  | 545-551      |                                         | [ 3 ] [ 4 ]  |
| São Nicétio                                   | 552-573      |                                         | [ 3 ] [ 4 ]  |
| São Prisco                                    | 573-585      |                                         | [ 3 ] [ 4 ]  |
| Santo Etério                                  | 586-602      |                                         | [ 3 ] [ 4 ]  |
| Secundino                                     | 602-603      |                                         | [ 3 ] [ 4 ]  |
| Santo Arígio                                  | 603-611      |                                         | [ 3 ]        |
| São Delfino                                   |              | Mártir                                  | [ 3 ]        |
| Tétrico                                       |              |                                         | [ 3 ]        |
| Teodorico                                     | 625          |                                         | [ 3 ] [ 4 ]  |
| Gauderico ou Ganderico                        | 643          |                                         | [ 3 ] [ 4 ]  |
| Vivêncio ou Vivencíolo II                     | 645          |                                         | [ 3 ] [ 4 ]  |
| Santo Anemundo                                | 650          | Mártir                                  | [ 3 ] [ 4 ]  |
| São Genésio                                   | 678          |                                         | [ 3 ] [ 4 ]  |
| São Lamberto                                  | 681-690      |                                         | [ 3 ] [ 4 ]  |
| Isaque                                        |              |                                         | [ 3 ]        |
| Godino                                        | 693-715      |                                         | [ 3 ] [ 4 ]  |
| Fulcoado                                      | 717-744      |                                         | [ 3 ] [ 4 ]  |
| Madalberto                                    | 754-767      |                                         | [ 3 ] [ 4 ]  |
| Ado                                           | 768-798      |                                         | [ 3 ] [ 4 ]  |
| Ledrado                                       | 798-814      |                                         | [ 3 ] [ 4 ]  |
| Santo Agobardo                                | 814-840      |                                         | [ 3 ] [ 4 ]  |
| Amolo                                         | 840-852      |                                         | [ 3 ] [ 4 ]  |
| São Remígio                                   | 852-875      |                                         | [ 3 ] [ 4 ]  |
| Aureliano                                     | 875-895      |                                         | [ 3 ] [ 4 ]  |
| Alúvalo                                       | 895-904      |                                         | [ 3 ] [ 4 ]  |
| Bernardo                                      | c.905        |                                         | [ 3 ] [ 4 ]  |
| Austério                                      | 906-915      |                                         | [ 3 ] [ 4 ]  |
| Remígio II                                    | c.920        |                                         | [ 3 ] [ 4 ]  |
| Anquerico                                     | 926          |                                         | [ 3 ] [ 4 ]  |
| Guido                                         | 928-948      |                                         | [ 3 ] [ 4 ]  |
| Amblardo de Thiers I                          |              |                                         | [ 3 ]        |
| Burcardo I                                    | 949-956      |                                         | [ 3 ] [ 4 ]  |
| Amblardo II                                   | 956-978      |                                         | [ 3 ] [ 4 ]  |
| Burcardo II                                   | 979-1031     |                                         | [ 3 ] [ 4 ]  |
| Odulrico                                      | c.1040       |                                         | [ 3 ] [ 4 ]  |
| Halinardo                                     | 1046-1050    |                                         | [ 3 ] [ 4 ]  |
| Filipe I                                      |              |                                         | [ 4 ]        |
| Gaufredo I                                    | c.1063-1065  |                                         | [ 3 ] [ 4 ]  |
| Humberto I                                    | 1065-1076    |                                         | [ 3 ] [ 4 ]  |
| São Gebuíno                                   | 1077-1085    |                                         | [ 3 ] [ 4 ]  |
| Hugo I                                        | 1085-1106    | Hugo da Borgonha                        | [ 3 ] [ 4 ]  |
| João I                                        |              |                                         | [ 3 ]        |
| Gaucerano                                     | 1110-1118    |                                         | [ 3 ] [ 4 ]  |
| Humbaldo                                      | 1118-1128    |                                         | [ 3 ] [ 4 ]  |
| Reinaldo                                      | 1128-1129    |                                         | [ 3 ] [ 4 ]  |
| Pedro I                                       | 1131-1139    |                                         | [ 3 ] [ 4 ]  |
| Falco                                         | 1139-1141    |                                         | [ 3 ] [ 4 ]  |
| Amadeu I                                      | 1142-1147    |                                         | [ 3 ] [ 4 ]  |
| Humberto II                                   | 1148-1152    |                                         | [ 3 ] [ 4 ]  |
| Heráclio de Montboissier                      | 1153-1163    |                                         | [ 3 ] [ 4 ]  |
| Drogo                                         | 1163-1165    |                                         | [ 3 ] [ 4 ]  |
| Guichardo                                     | 1165-1180    |                                         | [ 3 ] [ 4 ]  |
| João II                                       | 1181-1193    | Jean de Bellesmes (João das Belas Mãos) | [ 3 ] [ 4 ]  |
| Reinaldo II                                   | 1193-1226    |                                         | [ 3 ] [ 4 ]  |
| Roberto de Auvérnia                           | 1127-1233    |                                         | [ 3 ] [ 4 ]  |
| Guido II                                      |              |                                         | [ 3 ]        |
| Rodolfo I                                     |              |                                         | [ 3 ]        |
| Raul de Pinis ou de La Roche-Aymon            | 1235-1236    |                                         | [ 4 ]        |
| Aimerico de Rivers                            | 1236-1246    |                                         | [ 3 ] [ 4 ]  |
| Filipe                                        | 1246-1267    | Filipe de Saboia                        | [ 3 ] [ 4 ]  |
| Pedro II                                      | 1272-1273    | Pedro de Tarantaise                     | [ 3 ] [ 4 ]  |
| Ademar                                        | 1274-1282    | Ademar de Rossilhão                     | [ 3 ] [ 4 ]  |
| Rodolfo II                                    | 1284-1287    | Raul de la Torrette                     | [ 3 ] [ 4 ]  |
| Pedro III                                     | 1287         |                                         | [ 4 ]        |
| Beraldo de Gouth                              | 1288-1294    |                                         | [ 3 ] [ 4 ]  |
| Henrique I                                    | 1296-1301    | Henrique de Villars                     | [ 3 ] [ 4 ]  |
| Luis I                                        | 1301-1308    | Luís de Villars                         | [ 3 ] [ 4 ]  |
| Pedro III                                     | 1308-1332    | Pedro de Savoia                         | [ 3 ] [ 4 ]  |
| Guilherme I                                   | 1333-1340    | Guilherme de Sura                       | [ 3 ] [ 4 ]  |
| Guido III                                     | 1340-1342    | Guido de Auvérnia ou de Bolonha         | [ 3 ] [ 4 ]  |
| Henrique II                                   | 1342-1354    | Henrique de Villars                     | [ 3 ] [ 4 ]  |
| Raimundo                                      | 1356-1358    | Raimundo Saqueti                        | [ 3 ] [ 4 ]  |
| Guilherme II                                  | 1358-1365    | Guilherme de Turey                      | [ 3 ] [ 4 ]  |
| Carlos I                                      | 1365-1375    | Charles d'Alençon                       | [ 3 ] [ 4 ]  |
| João IV                                       | 1375-1389    | João de Talaru                          | [ 3 ] [ 4 ]  |
| Filipe II                                     | 1389-1415    | Filipe de Turey                         | [ 3 ] [ 4 ]  |
| Amadeu II                                     | 1415-1444    | Amadeu de Talaru                        | [ 3 ] [ 4 ]  |
| Gaufredo II                                   | 1444-1446    | Geoffrey Vassali                        | [ 3 ] [ 4 ]  |
| Carlos II                                     | 1447-1488    | Charles de Bourbon                      | [ 3 ] [ 4 ]  |
| Hugo II                                       | 1488-1499    | Hugo de Talaru                          | [ 3 ] [ 4 ]  |
| André                                         | 1499-1500    | André d'Espinay                         | [ 3 ] [ 4 ]  |
| Francisco I                                   | 1501-1536    | François de Rohan                       | [ 3 ] [ 4 ]  |
| João IV                                       | 1537-1539    | João de Lorena                          | [ 3 ] [ 4 ]  |
| Hipólito                                      | 1539-1551    | Hipólito d'Este ou de Ferrara           | [ 3 ] [ 4 ]  |
| Francisco II                                  | 1551-1562    | François de Tournon                     | [ 3 ] [ 4 ]  |
| Hipólito                                      |              |                                         | [ 3 ]        |
| Antônio                                       | 1562-1573    | Antoine d'Albon                         | [ 3 ] [ 4 ]  |
| Pedro IV                                      | 1573-1599    | Pierre d'Espinac                        | [ 3 ] [ 4 ]  |
| Alberto                                       | 1600-1603    | Albert de Bellievre                     | [ 3 ] [ 4 ]  |
| Cláudio                                       | 1604-1612    | Claude de Bellievre                     | [ 3 ] [ 4 ]  |
| Dionísio Simão                                | 1612-1626    | Denys Simon de Marquemont               | [ 3 ] [ 4 ]  |
| Carlos III                                    | 1627-1628    | Charles de Miron                        | [ 3 ] [ 4 ]  |
| Afonso Luís                                   | 1628-1653    | Alphonse Louys du Plessis de Richelieu  | [ 3 ] [ 4 ]  |
| Camilo                                        | 1653-1693    | Camilie de Neuf-Ville                   | [ 3 ] [ 4 ]  |
| Claude de Saint-Georges                       | 1693-1714    |                                         | [ 4 ]        |
| François-Paul de Neuville de Villeroy         | 1715-1731    |                                         | [ 4 ]        |
| Charles-François de Châteauneuf de Rochebonne | 1731-1740    |                                         | [ 4 ]        |
| Pierre V de Tencin                            | 1740-1758    |                                         | [ 4 ]        |
| Antoine de Malvin de Montazet                 | 1758-1788    |                                         | [ 4 ]        |
| Yves-Alexandre de Marbeuf                     | 1788-1790    |                                         | [ 4 ]        |
| Antoine-Adrien Lamourette                     | 1791-1794    |                                         | [ 4 ]        |
| Claude-François-Marie Primat                  | 1798-1802    |                                         | [ 4 ]        |
| Joseph Fesch                                  | 1802-1836    |                                         | [ 4 ]        |
| Louis-Jacques-Marie de Bonald                 | 1839-1870    |                                         | [ 4 ]        |
| Jacques-Marie-Achille Ginoulhiac              | 1871-1875    |                                         | [ 4 ]        |
| Joseph Caverot                                | 1876-1887    |                                         | [ 4 ]        |
| Joseph-Alfred Foulon                          | 1887-1893    |                                         | [ 4 ]        |
| Pierre-Hector Couillié                        | 1893 - 1912  |                                         | [ 4 ] [ 12 ] |
| Hector-Irénée Sévin                           | 1912 - 1916  |                                         | [ 4 ] [ 12 ] |
| Louis-Joseph Maurin                           | 1916 - 1936  |                                         | [ 4 ] [ 12 ] |
| Pierre-Marie Gerlier                          | 1937 - 1965  |                                         | [ 4 ] [ 12 ] |
| Jean-Marie Villot                             | 1965 - 1967  |                                         | [ 4 ] [ 12 ] |
| Alexandre-Charles-Albert-Joseph Renard        | 1967 - 1981  |                                         | [ 4 ] [ 12 ] |
| Albert Florent Augustin Decourtray            | 1981 - 1994  |                                         | [ 4 ] [ 12 ] |
| Jean Marie Julien Balland                     | 1995 - 1998  |                                         | [ 4 ] [ 12 ] |
| Louis-Marie Billé                             | 1998 - 2002  |                                         | [ 4 ] [ 12 ] |
| Philippe Xavier Ignace Barbarin               | 2002 - 2020  | Arcebispo emérito                       | [ 4 ] [ 12 ] |
| Olivier de Germay                             | 2020 - atual | Arcebispo                               | [ 4 ] [ 12 ] |

}